# Thunderbolt: A Tribute to AC/DC
Thunderbolt: A Tribute To AC/DC è un album tributo dedicato agli AC/DC realizzato nel 1998 con il contributo di artisti di grande livello come Sebastian Bach, Joe Lynn Turner, Stephen Pearcy, Lemmy Kilmister, Dee Snider e tanti altri.

## Tracce
1. Highway to Hell
2. Little Lover
3. Back In Black
4. Live Wire
5. Sin City
6. Ride On
7. Shake A Leg
8. Whole Lotta Rosie
9. Night Prowler
10. It's A Long Way To The Top (If You Wanna Rock N' Roll)
11. Walk All Over You
12. T.N.T.

## Formazioni
1. Quiet Riot: Kevin DuBrow (voce), Carlos Cavazo (chitarra), Rudy Sarzo (basso), Frankie Banali (batteria)
2. Sebastian Bach (voce), Warren DeMartini (chitarra), Billy Sherwood (basso), Bobby Blotzer (batteria)
3. Joe Lynn Turner (voce), Phil Collen (chitarra), Jeff Pilson (basso), Simon Wright (batteria)
4. The Sensational Whitskiteer Band: Whitfield Crane (voce), Klaus Eichstad (chitarra), Mike Combs (chitarra ritmica), Brad Divens (basso), Shannon Larkin (batteria)
5. Jack Russell (voce), Mark Kendall (chitarra), Bruce Gowdy (chitarra ritmica), Sean McNabb (basso), Bobby Blotzer (batteria)
6. The Sensational Whitskiteer Band:: Whitfield Crane (voce), Klaus Eichstad (chitarra), Mike Combs (chitarra ritmica), Brad Divens (basso), Shannon Larkin (batteria)
7. John Corabi (voce), Bob Kulick (chitarra), Billy Sheehan (basso), Pat Torpey (batteria)
8. Stephen Pearcy (voce), Tracii Guns (chitarra), Bruce Gowdy (chitarra ritmica), John Alderete (basso), Jay Schellen (batteria)
9. Dave Meniketti (voce e chitarra), James Morley (chitarra ritmica), Tony Franklin (basso), Simon Wright (batteria)
10. Lemmy Kilmister (voce), Jake E. Lee (chitarra), James Morley (chitarra ritmica), Ricky Phillips (basso), Simon Wright (batteria)
11. Dee Snider (voce), Scott Ian (chitarra), Frank Bello (basso), Charlie Benante (batteria)
12. Sebastian Bach (voce), Kelly Deal (chitarra e batteria), Jimmy Flemion (basso)